# Injeção letal

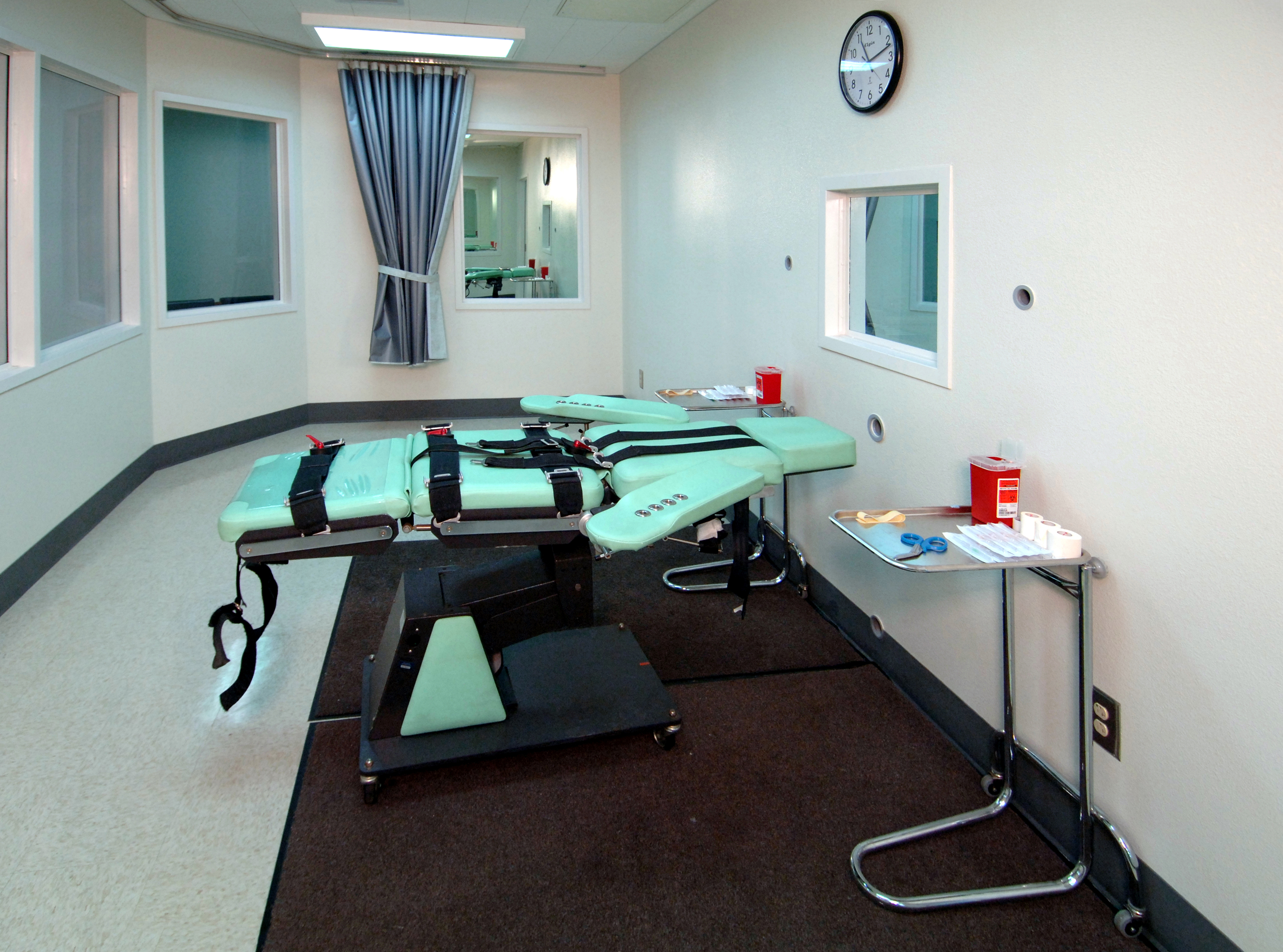
Sala de execução e aplicação de injeção letal em uma prisão da Califórnia, Estados Unidos.

A injeção letal (AO 1945: injecção letal) é um procedimento de execução que consiste em aplicar por via intravenosa, e de maneira contínua, uma quantidade letal de barbitúricos de ação rápida, combinados com produtos químicos músculo-paralisantes. O procedimento é similar ao utilizado em hospitais para a anestesia geral, porém os produtos são ministrados em quantidades letais.
No Texas, um dos 34 Estados norte-americanos onde há pena de morte, a injeção letal é composta de três substâncias químicas, ministradas separadamente, em seringas distintas: tiopentato de sódio (numa quantidade que induz o coma ao condenado), brometo de pancurônio (paralisa o diafragma e os pulmões) e cloreto de potássio (para o coração).
Apesar de ser um processo extremamente controlado com as suas doses e considerado o mais humano nas execuções, a injeção letal pode fracassar por falhas em algumas dessas três substâncias. Uma série de estudos sugere que, caso em algum procedimento a anestesia tenha sido administrada de forma inadequada, os presos poderiam estar conscientes, sofrendo com o coração e os pulmões parando de funcionar.
Além disso, a mistura de três fármacos também pode ser difícil de administrar, principalmente se o preso tem degeneração cardiovascular grave.
Outro problema pode ser a dificuldade de se encontrar uma veia íntegra e de fácil acesso no preso, o que aconteceu em Ohio com Romell Broom, em 2009, que sobreviveu à execução graças à falta de um acesso para injetar as substâncias. Com essa ocorrência, o sistema penal do estado de Ohio deixou de lado o uso do brometo de pancurônio e do cloreto de potássio completamente e começou simplesmente a administrar apenas os cinco gramas de tiopentato de sódio, ainda assim sendo o suficiente para matar. Outros estados também passaram a fazer esse processo.
Em abril de 2006, foi a vez de a própria injeção letal ir para o banco dos réus e ser condenada como “cruel e desumana”. Assinou essa sentença o juiz Malcolm Howard, do Estado da Carolina do Norte. Com isso, ele suspendeu a execução de Willie Brown Jr., que em 1983 assassinou o dono de um empório que acabara de roubar.
A decisão do juiz Howard, que poupou diretamente o prisioneiro Willie, pode poupar também outros condenados à injeção letal em todo o território americano. Ao condenar o meio de morte, o juiz pode obter aquilo que de fato deseja – interromper mais uma vez as execuções nos EUA. Isso já aconteceu no passado por decisão da Suprema Corte e o poder de executar só foi devolvido aos Estados, por esse mesmo tribunal, em 1976 – desde aquele ano até 2002, somente no Texas 290 condenados foram mortos pela injeção no local conhecido como a “câmara da morte”. Com a ordem do juiz Howard, no entanto, seus dias podem estar contados – e deixarão de ser contados outros dias, os que restam de vida aos cerca de 3,5 mil prisioneiros dos corredores da morte dos presídios americanos.
A injeção letal sucedeu a cadeira elétrica, que por sua vez sucedeu a câmara de gás e esta, a guilhotina e a forca. Hoje, a injeção letal é o meio de execução mais empregado nos EUA, onde nos quatro primeiros meses de 2006, morreram 12 condenados.